# Catedral de Roskilde

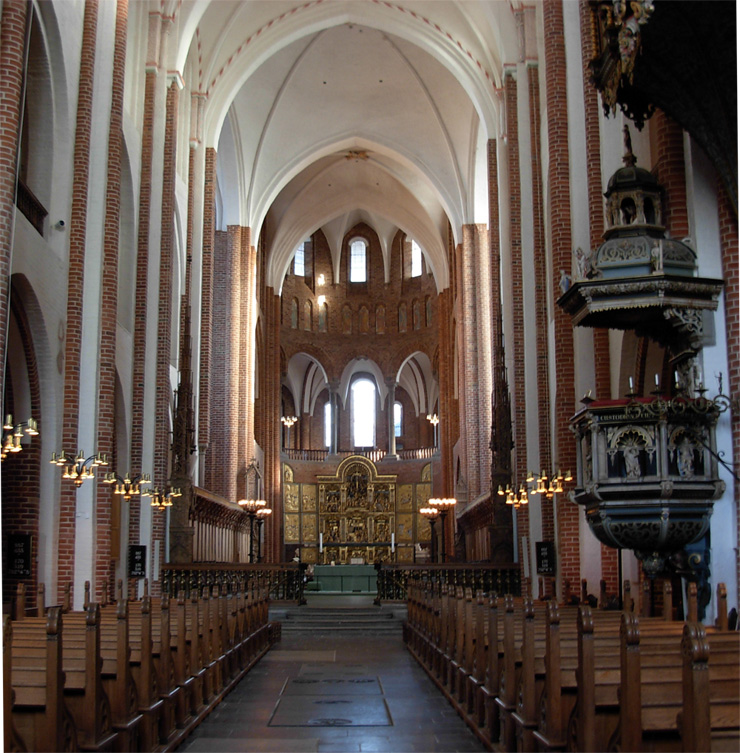
El altar de la catedral.

La catedral de Roskilde es una de las atracciones principales de la ciudad de Roskilde, en Dinamarca, con 150.000 visitantes al año. Fue inscrita, junto con su entorno, en la lista del patrimonio mundial en 1995, con los criterios C (ii) (iv). Era la iglesia principal de la antigua diócesis de Roskilde antes de la aparición del luteranismo.
Esta catedral, de estilo gótico, se construyó en la Edad Media entre el siglo XII y el siglo XIII. Enteramente construida en ladrillo rojo, fue la causa de la propagación de este estilo en el Norte de Europa.
Aquí tienen sepultura la mayoría de los reyes y reinas de Dinamarca, y fue por esto adaptada a los gustos de los distintos tiempos hasta el siglo XX, mediante ampliaciones laterales menores: porches y capillas. Eso hace de esta catedral un friso cronológico de la evolución de la arquitectura de los edificios cristianos en la Europa del Norte.
A partir de 1413, los monarcas daneses se enterraron en esta catedral. En total, hay 20 reyes y 17 reinas, en cuatro diferentes capillas, en el corazón de la catedral, o también en tumbas exteriores.
La catedral de Roskilde fue declarada Patrimonio de la Humanidad por la Unesco en 1995.

## Historia

### Las iglesias anteriores
La catedral de ladrillos actual tiene al menos tres antecesoras. La primera iglesia en el lugar era de madera y fue construida por el rey Harald Blåtand hacia 980, después de haber elegido a Roskilde como lugar de residencia. Harald fue sepultado en esta primera iglesia.
Ulf Thorgilsson, cuñado y hombre fuerte de Canuto el Grande, fue ejecutado por órdenes de este en la Navidad de 1026. Aunque las fuentes se contradicen, algunas señalan que fue asesinado en el interior de la iglesia. Estrid Svendsdatter, esposa de Ulf y hermana de Canuto, exigió un wergeld (compensación). Con estos recursos se inició poco tiempo después la construcción de una iglesia de piedra, conocida como la catedral de la Trinidad. No se sabe la fecha de la fundación de la diócesis de Roskilde, pero fue antes de 1022, año en que se menciona por primera vez a un obispo de Roskilde, Gerbrand.
La construcción de la tercera iglesia –y segunda catedral– fue hecha con travertino, un material abundante en el fiordo de Roskilde. La inició el obispo Wilhelm entre 1060 y 1073 y la finalizó el obispo Svend Nordmand hacia 1080. La catedral tenía planta basilical, era de estilo románico y tenía dos torres en la fachada oeste. Al norte de levantó un monasterio de planta triangular. El obispo Arnold, sucesor de Svend, añadió una muralla al conjunto.
Con la terminación de la nueva catedral se buscó que esta custodiara una reliquia santa. De acuerdo a la leyenda, dos canónigos viajaron a Roma con ese propósito. Al estar descansando del viaje, se les apareció San Lucio y les reveló que él era el elegido para ser el santo patrono de Roskilde hasta el fin de los tiempos. Al día siguiente, los canónigos fueron llevados a la basílica de Santa Cecilia en Trastevere para elegir una de las muchas reliquias allí presentes. Encontraron un cráneo que resplandecía, que resultó ser de San Lucio. En el regreso a Roskilde, en aguas del Gran Belt un demonio atacó el barco de los canónigos. Un milagro de San Lucio alejó al demonio e hizo caminar a un canónigo sobre las aguas. No se sabe el año en que la reliquia llegó a Roskilde, solo el día, 25 de agosto, que durante el resto de la Edad Media fue fecha de celebración. La reliquia es mencionada por primera vez por Ælnoth, un monje de Odense, en una biografía de San Canuto de 1122. La presencia de una reliquia no pudo evitar que Lund ganara a Roskilde la sede de la primera archidiócesis nórdica en 1103 o 1104. Otra pieza de la época era una escultura de San Lucio entre dos torres, tallada en un colmillo de morsa.

### La catedral actual

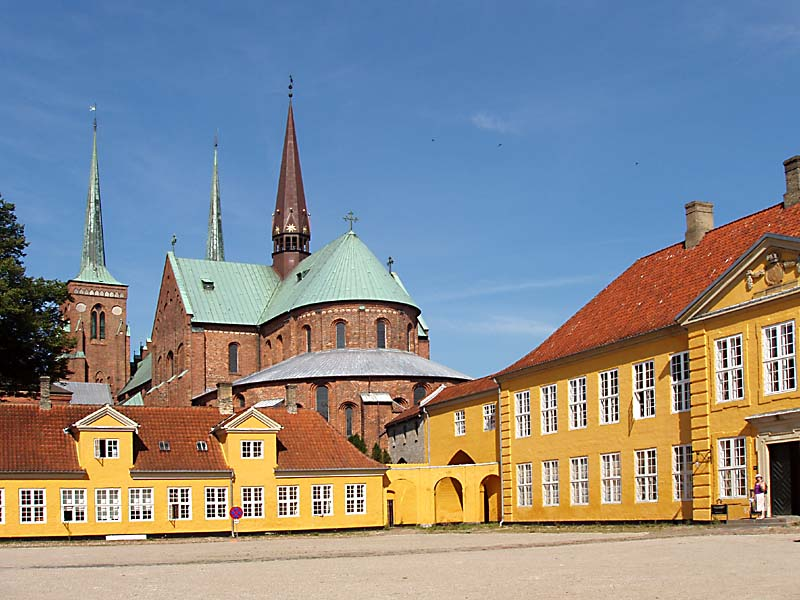
La catedral vista desde el Bispegården (sede obispal).

Poco tiempo después de iniciar su período al frente de la diócesis de Roskilde en 1157, el obispo Absalón decidió construir una nueva catedral románica alrededor de la del obispo Nordmand, que seguiría celebrando servicios el tiempo que durara la construcción. La nueva catedral fue planeada como un edificio de granito, pero finalmente solo los cimientos fueron de ese material y para el resto se escogió ladrillo, cuya técnica de fabricación fue introducida por monjes en Dinamarca en 1160. Cuando Absalón dejó de ser obispo de Roskilde en 1191, solo se habían terminado los dos niveles del ábside, las torres del coro y parte del transepto. El sucesor, Peder Sunesen, prefirió el nuevo estilo gótico francés e hizo cambios significativos en los planos, derribó las torres del coro y redujo el ancho del transepto. El coro se terminó e inauguró en 1225, los servicios pudieron celebrarse allí y la catedral de travertino fue demolida. Las obras de la nave continuaron durante los siguientes 55 años y estuvieron limitadas por la carencia de fondos, falta de kilns para ladrillos y los inviernos. Con excepción de las torres de la fachada principal, la catedral fue terminada en 1280. Entonces se iniciaron las obras del interior, que se retrasaron por un incendio en 1282 que destruyó también varias casas de los canónigos. Se añadieron varias capillas y en 1405 quedaron terminadas las dos torres.
La reina Margarita I falleció en 1412 y fue sepultada en su capilla familiar del monasterio de Sorø. Al año siguiente el obispo Peder Jensen Lodehat, en contra de la voluntad de los monjes de Sorø, llevó el cuerpo de la reina a la catedral de Roskilde. El rey Erico de Pomerania, sobrino nieto y sucesor de Margarita, le dedicó un precioso sarcófago y un suntuoso funeral que, de acuerdo al cronista germano Hermann Korner, duró tres días e incluyó al rey, varios nobles, al arzobispo de Lund y todos los obispos daneses, que realizaron obsequios a los 50 altares de la catedral. También por iniciativa de Erico de Pomerania se construyó la aguja del crucero, llamada la “aguja de Margarita”.
El 14 de mayo de 1443, un incendio destruyó la mayor parte de la ciudad. Los vidrios de la catedral se rompieron y la cubierta de plomo del techo se fundió. La catedral resultó muy dañada y no fue sino hasta 1463 que el obispo Oluf Mortensen la volvió a consagrar. Para ayudar con la reconstrucción, cada obispo del país expidió cartas de 40 días de indulgencia para los que contribuyeran con una parte de los costes. Es posible que también ayudara la decisión de Cristián I de construir su propia capilla funeraria en la catedral. Esta fue la capilla de los Reyes Magos, erigida en la década de 1460 y es, junto con el sarcófago de Margarita I y los restos de las iglesias anteriores, uno de los primeros enterramientos reales en la catedral.
La reforma protestante llegó en 1536 y fue un duro golpe para la catedral. El obispo Joachim Rønnow fue encarcelado y la diócesis de Roskilde abolida. Se creó la diócesis luterana de Selandia, cuya sede fue Copenhague y su primer obispo Peder Palladius, mientras que la catedral se convirtió en un simple templo de una congregación. La catedral padeció penurias económicas, pues cedió a la Corona todas sus propiedades, que en ese tiempo incluían una de cada cuatro granjas en Selandia y 30 fincas grandes. Entre sus objetos más preciosos que le confiscaron estaba una escultura de madera de San Lucio cubierta de oro y gemas.
A pesar de todo, la catedral continuó sirviendo como sitio de enterramiento de la familia real danesa. Cristián IV le otorgó grandes regalos: el retablo (entre 1555 y 1623), la tribuna real (ca. 1600), el púlpito (1610), una nueva capilla funeraria (1614), las dos agujas gemelas de las torres (1633) y un gran portal principal de arenisca en estilo renacentista (1635).
El 26 de febrero de 1658 se firmó en la catedral el Tratado de Roskilde, que ponía fin a la guerra entre Dinamarca y Suecia (1657-1658). Los suecos tomaron como botín el vestido dorado de Margarita I, que estaba colgado en un armario cerca del sarcófago. El vestido pasó a propiedad de la reina sueca Eduviges Leonor y en 1665 fue donado a la catedral de Uppsala.
En 1690 Cristián V ordenó trasladar el viejo coro católico para poder crear una cripta debajo de este que sirviera como sepulcro de los hijos que tuvo con su amante Sophie Amalie Moth. Esto fue la causa de la posición actual del altar mayor.
En 1774 se inició la construcción de la capilla de Federico V, que ocasionó la destrucción de la capilla de Nuestra Señora. Por motivos financieros, la construcción se detuvo y sólo pudo concluirse en 1825. En 1806, la catedral subastó piezas de su inventario de la era católica. Entre ellas se encontraba un gran crucifijo, que fue vendido a un artesano local. Cuando este puso el crucifijo al fuego, la cabeza de Jesús se partió y de su interior salió una pequeña cruz patriarcal de oro. Esta cruz contenía una astilla de madera, presuntamente una reliquia de la Vera Cruz. Fue adquirida inmediatamente por la Real Colección de Arte, antecesora del Museo Nacional de Dinamarca.
En 1871 se decidió reemplazar el portal principal, de estilo renacentista, por uno de apariencia más antigua que quedara más acorde con el estilo del exterior de la catedral. El portal anterior fue donado a la iglesia de Holmen, en Copenhague. El nuevo portal, después de recibir críticas, tuvo que ser modificado parcialmente.
La construcción de la cuarta capilla real comenzó en 1915 y, poco antes de su conclusión en 1924, Roskilde fue nuevamente convertida en sede de una diócesis. El 27 de agosto de 1968, cuando casi habían terminado las obras de restauración de la aguja de Margarita I, esta se incendió y amenazó con desplomarse sobre el coro. La situación fue controlada por protección civil y el Ministerio de Defensa. En 1985 se inauguró el sepulcro de Federico IX, el primero en construirse fuera de la catedral.
La puerta de roble del portal principal fue reemplazada en 2010 por una puerta de bronce del artista Peter Brandes. En 2013 se realizaron modificaciones y remodelaciones en el interior de la iglesia para acomodar lo que iba a ser la tumba de la reina Margarita II y su consorte Enrique de Laborde de Monpezat, pero que finalmente será ocupado únicamente por los restos mortales de la reina. El doble sarcófago fue diseñado por Bjørn Nørgaard y un modelo se exhibe en el interior de la catedral.

## Interior
El interior de la catedral mide 83 m de largo, las tres naves en su conjunto tienen un ancho de 24 m y la bóveda del coro tiene una altura de 25 m sobre el piso. A pesar de las diferentes remodelaciones y reconstrucciones a lo largo del tiempo que son visibles en el exterior, el interior de la iglesia es sencillo. La pantalla que antes dividía el presbiterio de la feligresía ha desaparecido. La iglesia tiene una nave central elevada y dos naves laterales más bajas, cada una con una galería abovedada a nivel del triforio. El coro termina en un ábside de forma semicircular.

### Retablo

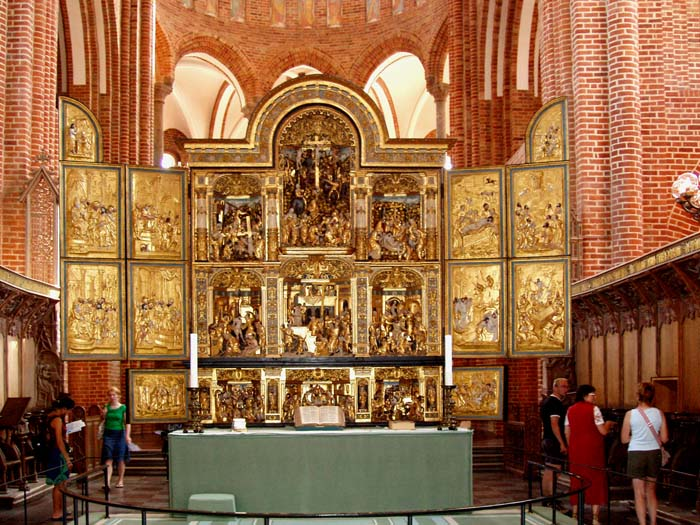
El retablo, un tríptico flamenco del. Fue restaurado en 1970.

El retablo renacentista es una obra de madera tallada de alta calidad artística. Fue elaborado en Amberes, Flandes, hacia 1560. Según una historia, salió en barco desde Flandes con destino original a Danzig. Al pasar por el Oresund, se declaró un valor mucho menor del retablo con el objetivo de ahorrarse el peaje. Los aduaneros decidieron pagar ese precio y confiscar la obra de arte en nombre del rey de Dinamarca. Otra historia cuenta que fue comprado directamente en Amberes por el almirante Herluf Trolle, propietario del castillo de Herlufsholm, actualmente Frederiksborg. Ninguna de las dos historias ha podido comprobarse y ambas se consideran leyendas. La primera vez que se menciona el retablo es en un cuaderno de viajes de Cristián de Anhalt de 1623.
En varias partes del retablo se aprecian pequeñas marcas quemadas que representan el escudo de armas de Amberes o el sello de aprobación de los artistas.
El retablo es un tríptico con paneles que se pueden abrir o cerrar según sea día festivo o no. Los relieves de la tabla central y las dos laterales describen escenas de la pasión de Cristo, mientras que en la predela hay escenas del embarazo de la Virgen María y la Natividad. El retablo está elaborado en madera de encina y está recubierto casi por completo de pan de oro. Varias partes fueron pintadas por encima del oro o bien este fue raspado para destacar algunas expresiones.
La tabla central mide 435 cm de alto y 300 cm de ancho.

### Sillería del coro, pila bautismal y púlpito

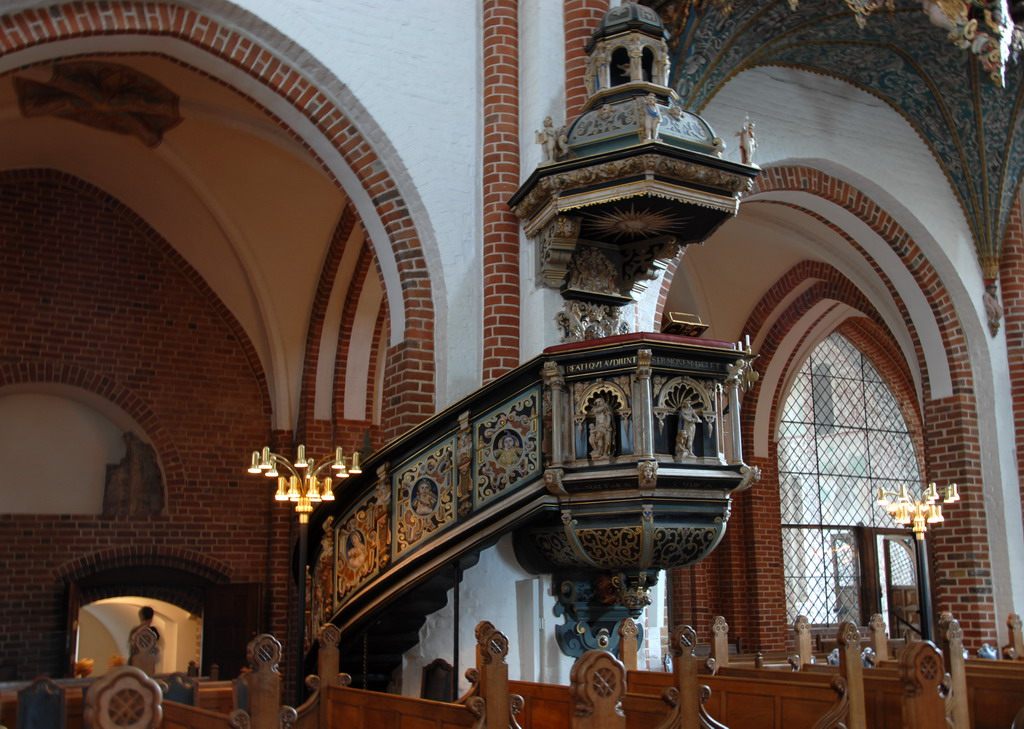
Púlpito.

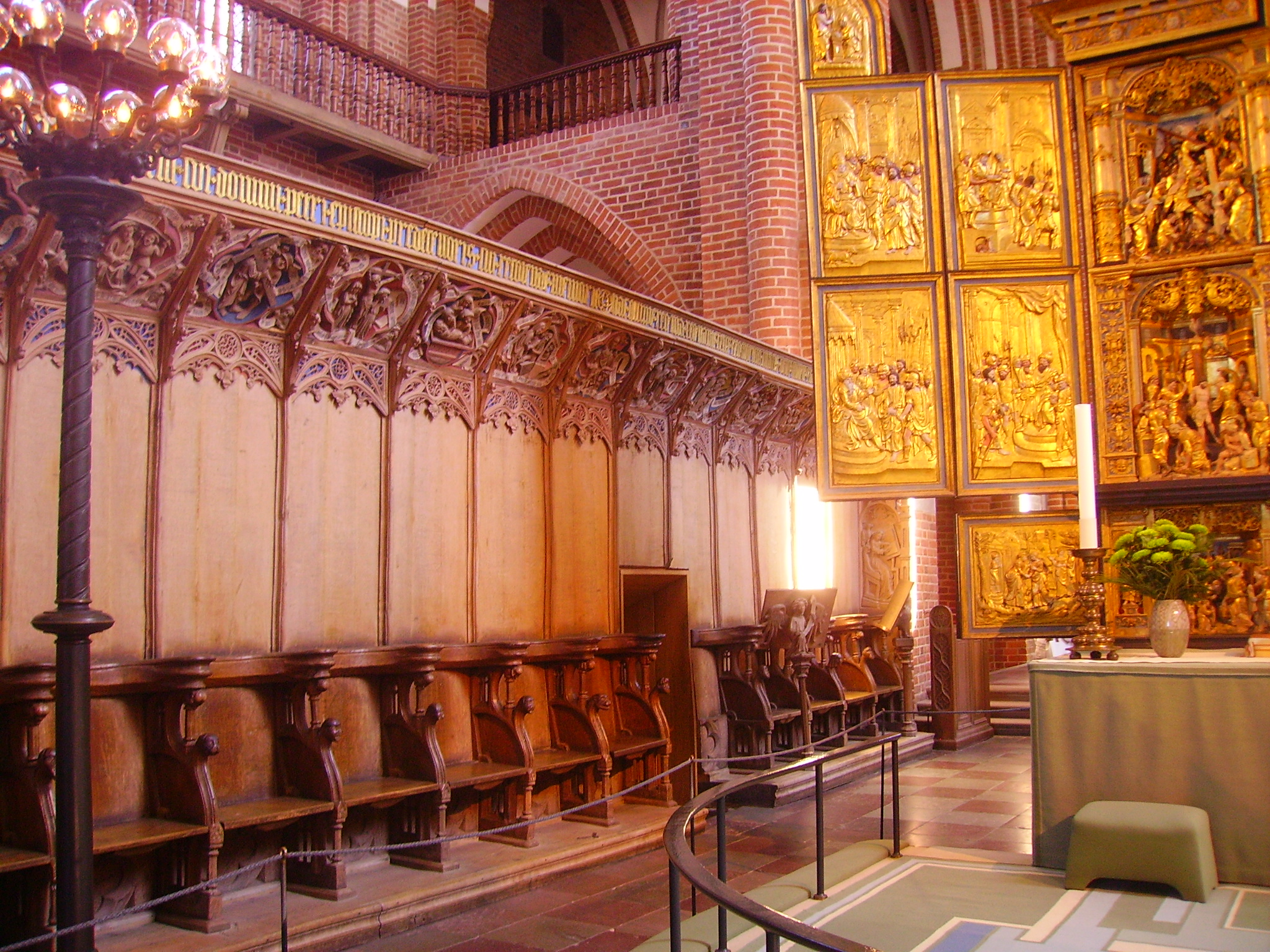
Sillería del coro.

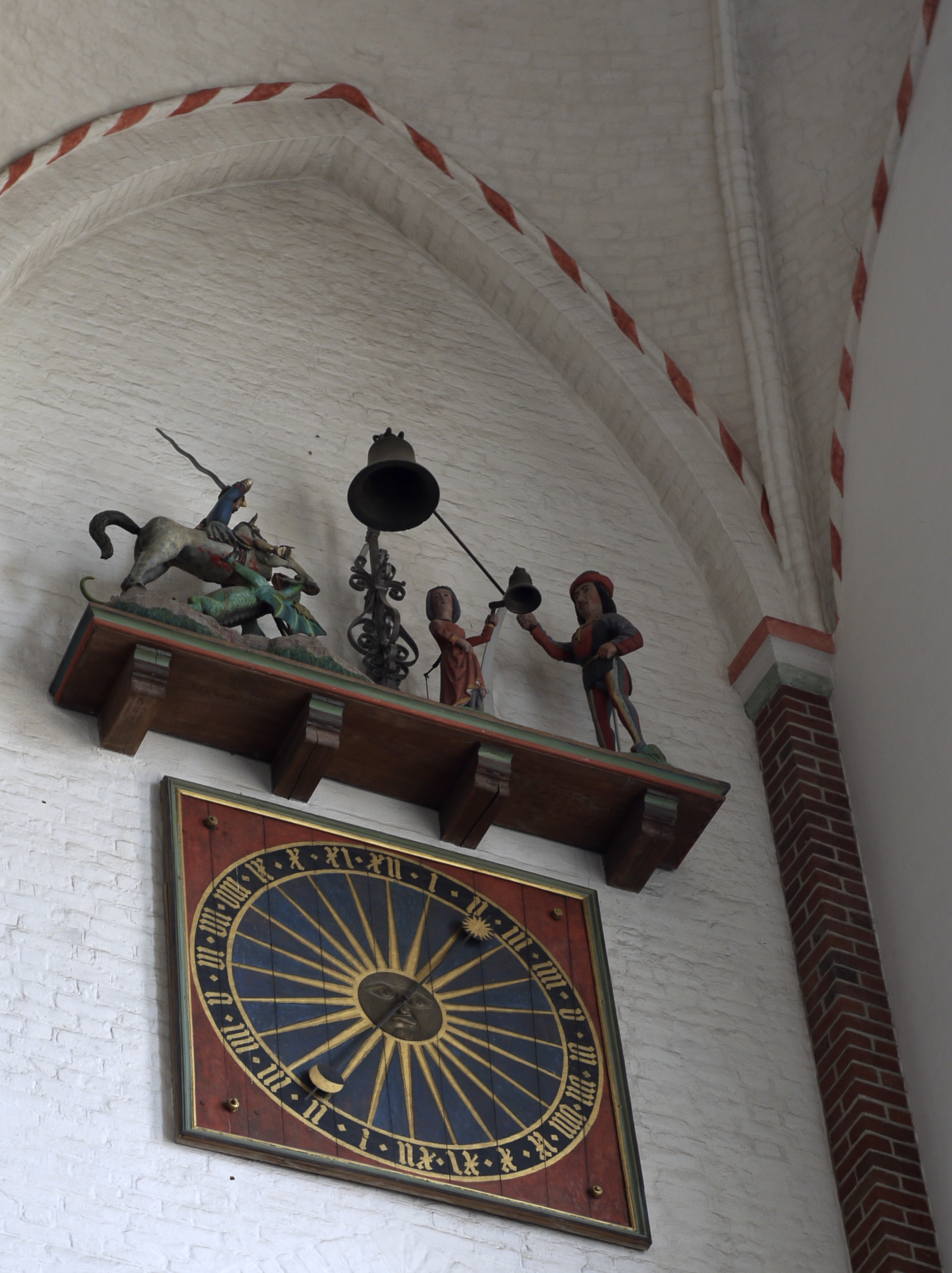
Reloj medieval, con San Jorge y el dragón, Kirsten Kimers y Per Døver.

La sillería del coro es de principios del siglo XV y fue tallada y decorada suntuosamente en uno de los talleres de carpintería de Roskilde. Es una donación del obispo Jens Andersen Lodehat. Las sillas tienen una inscripción en la que se puede leer que fueron elaboradas en memoria de la reina Margarita I y del obispo Peder Jensen Lodehat.
El coro se reestructuró y expandió varios metros hacia el oeste, a expensas del crucero y un tramo de la nave. Se pretendía crear un ambiente especial para la tumba de Margarita I y la sillería se colocó en forma de U. El coro estaba cerrado hacia el oeste por medio de una pantalla o coro alto y abierta hacia el este, hacia el altar mayor. Además de la sillería, se colocaron cuatro atriles en diagonal al monumento de la reina.
Las sillas son plegables con misericordias para proporcionar el mayor descanso posible durante las misas, que podían prolongarse por varias horas y los canónigos tenían que levantarse y sentarse continuamente, según lo exigía el ritual. La parte superior de las sillas tiene talladas escenas bíblicas. Originalmente la sillería estuvo pintada y aún es posible apreciar restos de pintura.
La disposición de la sillería cambió hacia la última década del siglo XVII. El coro se abrió hacia el oeste y desde entonces las sillas están dispuestas en dos grupos, 24 en cada costado del coro.
La pila bautismal está tallada en metal y apoyada en su base por cuatro figuras que representan a los evangelistas. La pila data de 1602 y fue una donación de Frederik Godske y Jacop Wind. En la pila está grabado el año de la donación y el escudo de armas de los donantes, así como una inscripción en latín que reza: qui crediderit et baptizatus fuerit salvus erit qui vero non crediderit condemnabitu ("El que creyere y fuere bautizado, será salvo; mas el que no creyere, será condenado"), tomada de San Marcos 16:16.
El púlpito es otra obra renacentista. Está elaborado en arenisca y alabastro con detalles de mármol blanco italiano y mármol negro belga. El púlpito es una obra del artista danés Hans Brockman y quedó terminado en 1609. Es una donación del rey Cristián IV.

### Reloj
En la galería que está sobre la entrada principal de la catedral cuelga un reloj mecánico medieval. Se trata de un reloj astronómico de ca. 1500 que indica la posición relativa del sol y la luna. Sobre el reloj propiamente dicho hay una repisa con una figura de San Jorge y el dragón y dos figuras de hombres, llamados Kirsten Kimers y Per Døver, con una campana cada uno. Cada hora, San Jorge ataca al dragón y este empieza a gritar, Per Døver tañe la campana mayor y Kirsten Kimers mueve la cabeza.
Las figuras de Kirsten Kimers y Per Døver son de finales del siglo XV; están talladas en madera y pintadas con colores brillantes. La figura de San Jorge es algo anterior y pudo haber formado parte de un antiguo retablo. El mecanismo actual del reloj fue creado por el relojero Peter Mathiesen de Copenhague en 1741 y se encuentra en la torre sur.

### Escultura de San Juan

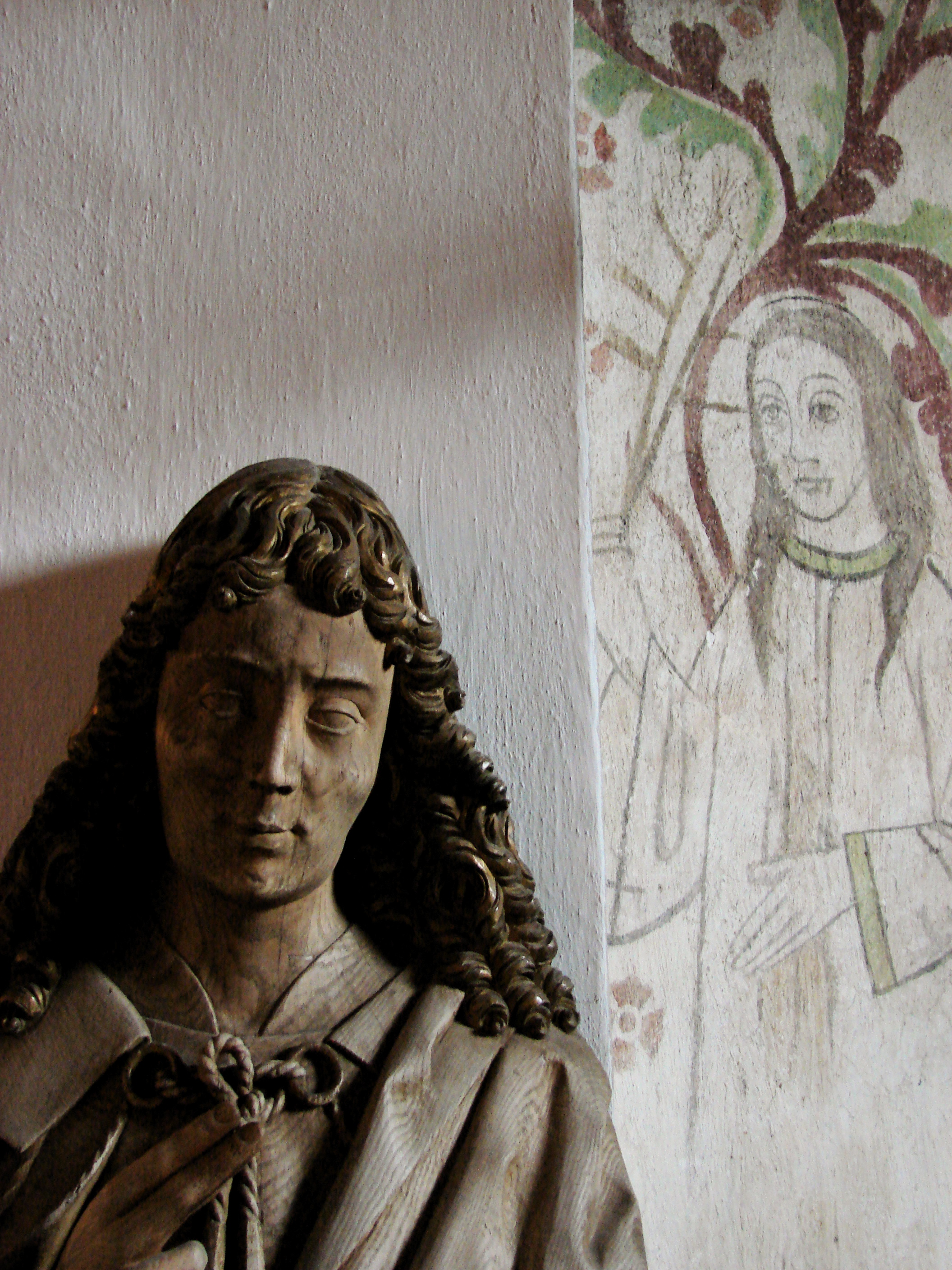
Juan el Evangelista

Junto al arco de entrada de la capilla de Santa Brígida se encuentra una escultura de madera de encina de 193 cm de altura que representa a Juan el Evangelista. Está representado sin barba, con el cabello largo y rizado, vestido con una túnica larga y descalzo. Con la mano izquierda sostiene un cáliz y con la derecha la señal de la bendición. A sus pies, en el lado derecho, hay un águila sobre un libro.
La escultura data de ca. 1500 y se atribuye a los alemanes Bernt Notke y Henning von der Heide.

### Órgano principal

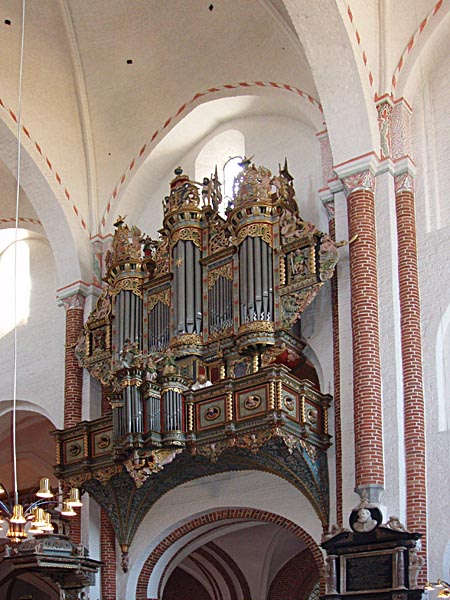
Órgano principal de la catedral, en la nave mayor.

El órgano principal de la catedral de Roskilde es conocido también como órgano de Raphaëlis y sus partes más antiguas datan de mediados del siglo XV. El altillo que sirve de base muestra reminiscencias góticas.
La cadereta data de 1554 y es lo que queda del órgano renacentista del holandés Hermann Raphaëlis Rodensteen. El órgano fue modernizado por Nicolaus Maas alrededor de 1611. Otras reformas fueron realizadas por Gregor Mülisch (1654) y los hermanos Botzen (1691?).
La fachada barroca actual procede de una modificación de 1654 realizada por Caspar Lubbekes, artista de Roskilde. La fachada tiene una rica decoración de madera tallada con ángeles, figuras fantásticas y las imágenes de los apóstoles Pedro y Pablo. Está rematada por el monograma y el escudo de armas de Federico III. En el parapeto hay una inscripción con versos del salmo 150 del Libro de los salmos.
El órgano ha pasado por otras modificaciones y expansiones: la de Marcussen & Søn de 1833 y 1991, y la de Th. Frobenius og Sønner Orgelbyggeri de 1926 y 1957. El órgano tiene 33 registros.

### Otros órganos
Además del órgano principal, la catedral cuenta con otros tres órganos menores: el órgano del coro, el órgano positivo y el órgano de prácticas, todos construidos por Marcussen & Søn en el año 2000. El órgano del coro tiene 15 registros, el positivo 3 1/2 y el de prácticas 7.

### Tribuna real

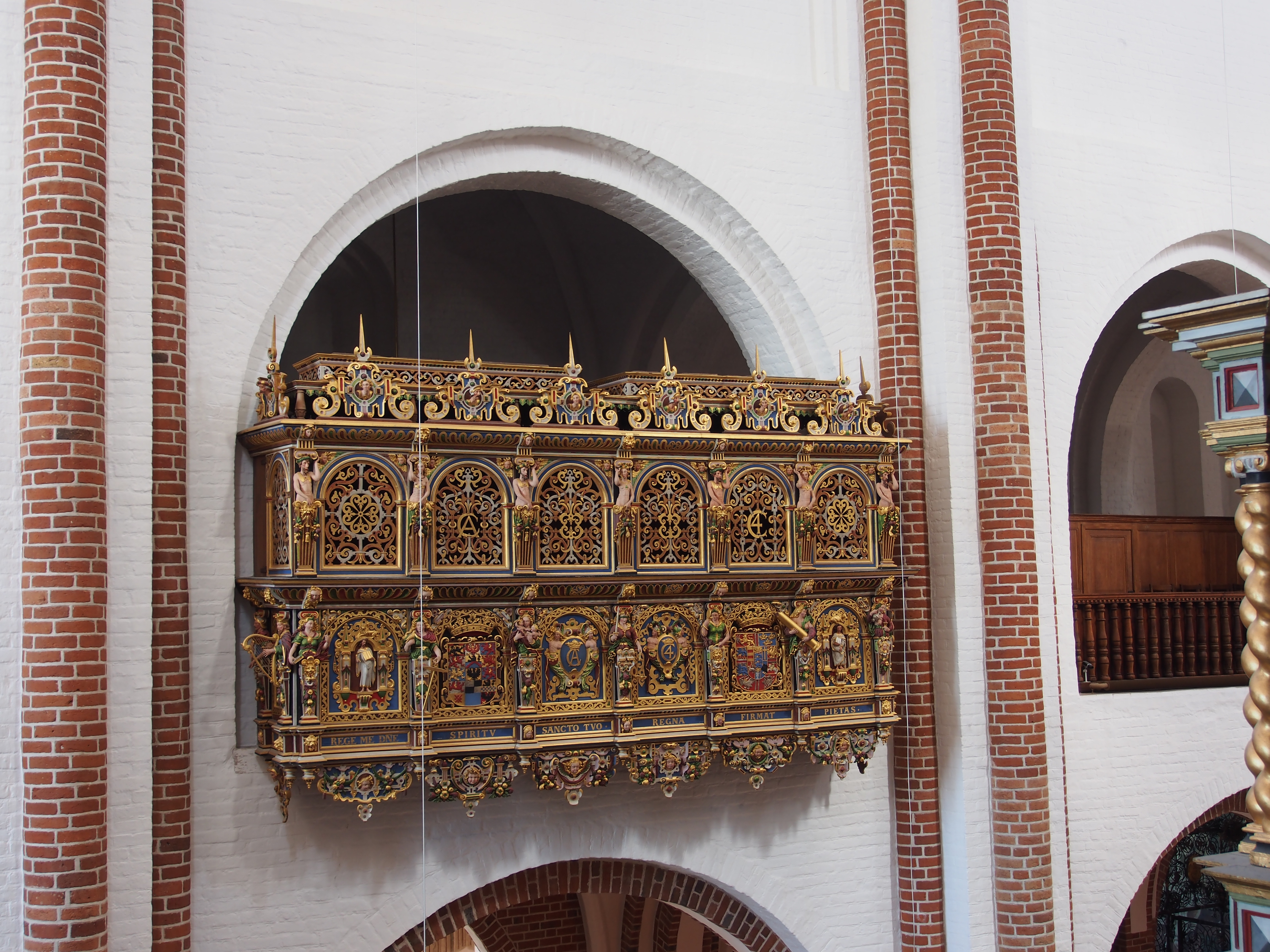
Tribuna real

Justo enfrente del órgano principal, en el nivel de la galería de la nave norte se encuentra una especie de tribuna que servía de asiento para los reyes cuando éstos acudían a misa. Es un suntuoso mueble de madera de encina tallada y policromada que fue fabricado por orden de Cristián IV en 1610. En su fachada aparecen talladas esculturas de cariátides y atlantes, alegorías de virtudes, los evangelistas Marcos y Lucas, los monogramas y escudos de armas de Cristián IV y su primera esposa Ana Catalina de Brandeburgo.
En la parte inferior se encuentran los lemas en latín de ambos monarcas: REGE ME DÑE SPIRITU SANCTO TUO ("Guíame Señor con tu Espíritu Santo", lema de Ana Catalina) y REGNA FIRMAS PIETAS ("La piedad fortalece los reinos", lema de Cristián IV).

### Frescos

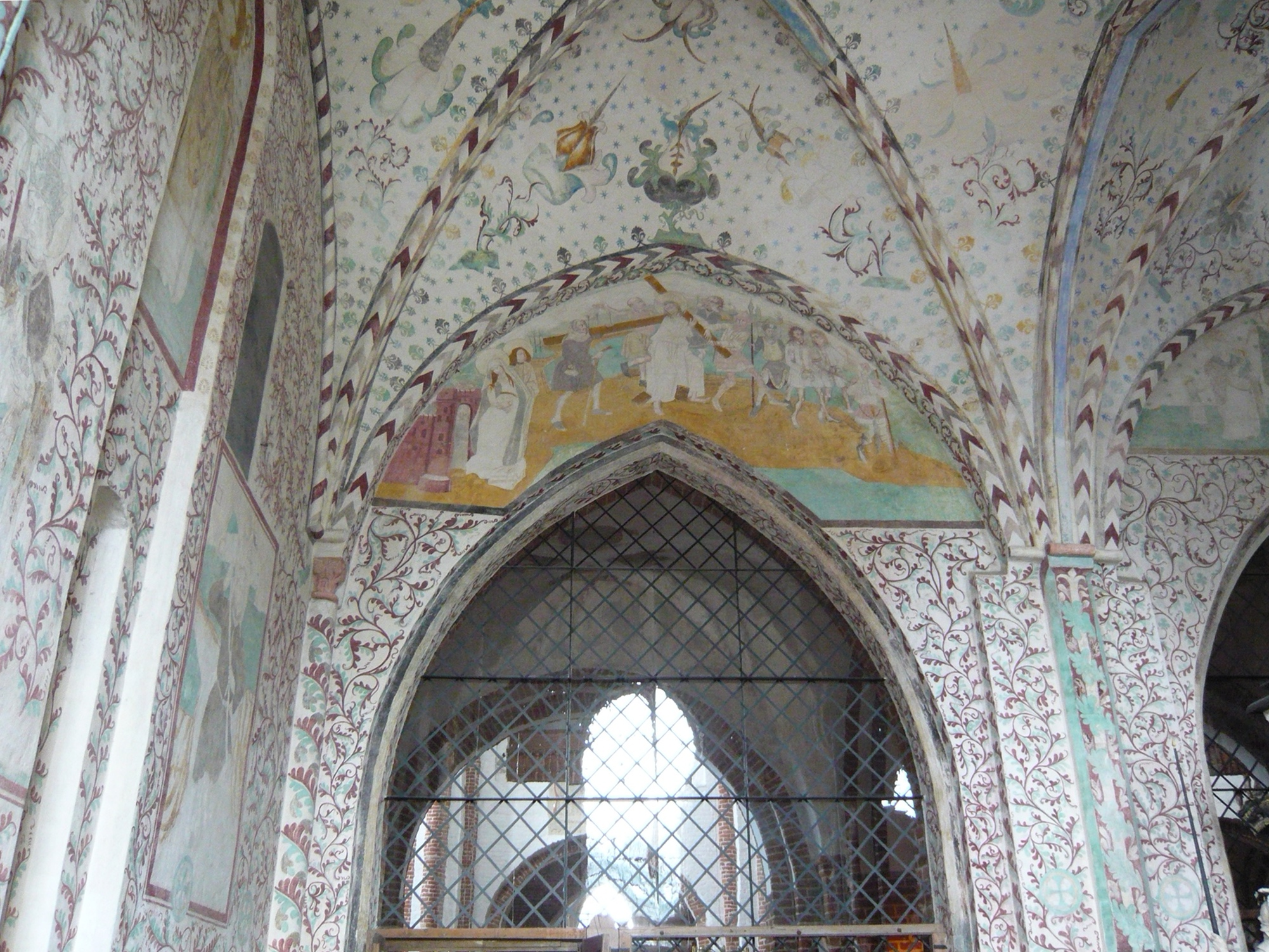
Frescos en la capilla de los Reyes Magos. Se muestra a Jesús con la cruz en la Vía Dolorosa.

La catedral tiene una rica decoración con frescos de diferentes períodos. Los frescos de los pilares del coro datan del siglo XVI y señalan las tumbas más antiguas de la iglesia.
En las naves laterales hay frescos de ca. 1225 que muestran varias escenas religiosas, entre otras, a Cristo en Majestad.
La capilla de los Reyes Magos está ricamente decorada con frescos, entre los que se encuentran escenas de la vida de Jesús y diferentes santos. Estas pinturas datan de la década de 1460. El muro sur de la capilla está dedicado a los tres reyes magos. En la parte este puede verse los escudos de armas de los fundadores de la capilla, Cristián I y Dorotea de Brandeburgo.
Las capillas de Santa Brígida y San Andrés, ambas medievales, contienen numerosos frescos. En la capilla de Santa Brígida, por ejemplo, hay un demonio verde que escribe sobre una pizarra y que de acuerdo a la tradición, toma nota de las personas que llegan tarde a los servicios religiosos.

## Capillas

### Capilla de los Reyes Magos (capilla de Cristián I)

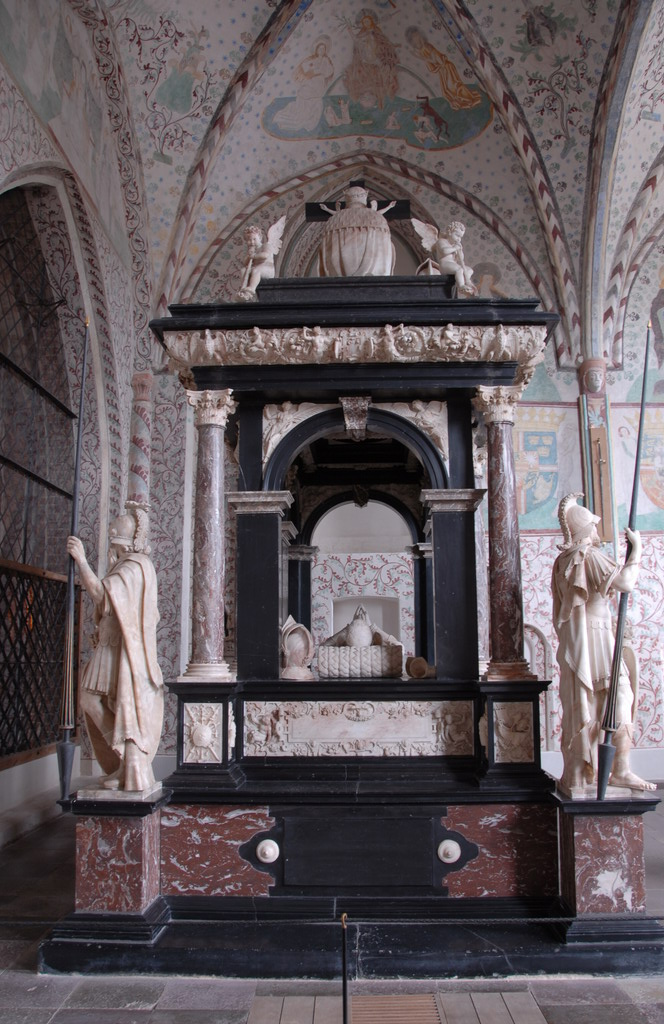
Monumento de Cristián III, de Cornelis Floris.

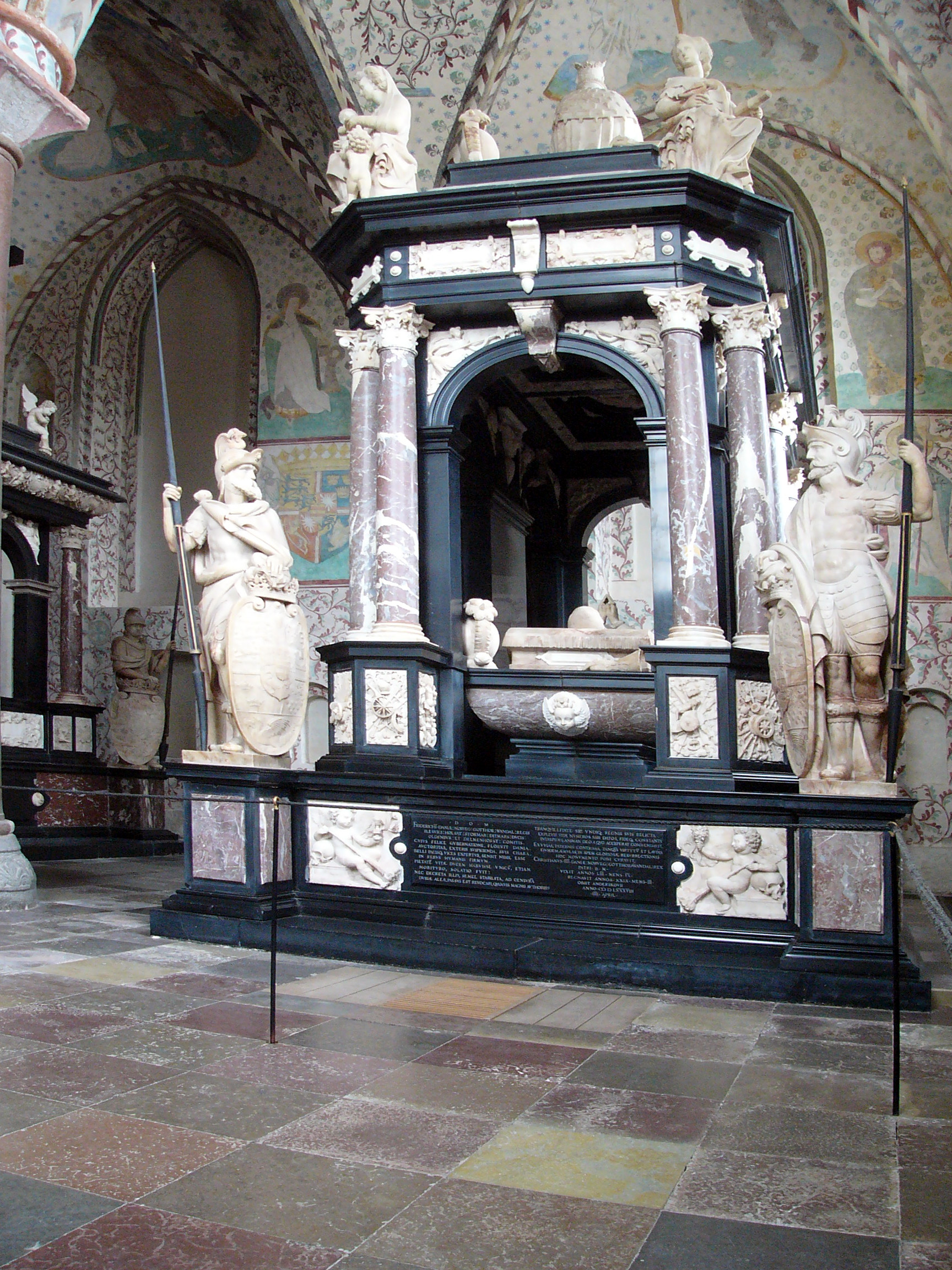
Monumento de Federico II, de Gert van Egen.

El rey Cristián I (1426-1481), primer monarca danés de la Casa de Oldemburgo, decidió construir una gran capilla en la catedral. Un documento oficial firmado el 28 de abril de 1459 no sólo ordenaba la construcción de la capilla, sino que también otorgaba grandes extensiones de tierra a la iglesia. En la primavera de 1462, el rey solicitó al papa Pío II una indulgencia por haber construido la capilla. La indulgencia fue otorgada finalmente después de una visita del rey al papa en Roma en 1474.
La capilla está construida en estilo gótico, en concordancia con el resto de la catedral. Tiene dos niveles, el nivel inferior, concebido como capilla funeraria para Cristián I, y el nivel superior, destinado a servir de gran salón para los miembros de la recién creada Hermandad de la Madre de Dios, precursora de la actual Orden del Elefante. Los dos niveles descansan en un pilar central de granito, llamado el pilar del rey. En este pilar numerosos reyes han marcado su estatura. Se cree que la marca de Cristián I es falsa, ya que si bien el rey pudo haber sido alto, la marca indica la estatura de un gigante (219,5 cm), bastante superior a la siguiente más alta, la de Pedro I de Rusia (208 cm, registrada en 1716).
Las tumbas de Cristián I y su esposa la reina Dorotea están marcadas con un par de simples piedras, ya que toda la capilla fue concebida como su monumento funerario. Los monumentos de Cristián III y Federico II dominan el nivel inferior de la capilla. El monumento de Cristián III, de alabastro belga rojo y negro es una creación del escultor de Amberes Cornelis Floris, entre 1574 y 1575. Cuando el escultor falleció en octubre de 1575 el monumento estaba casi terminado; solo le faltaban los escudos de armas y las inscripciones. Cuando los españoles saquearon Amberes en noviembre de 1576, retuvieron el monumento hasta que la viuda de Floris pagó un rescate. La viuda escribió a la corte danesa para pedir la recogida y el pago del monumento; esto no se concretó sino hasta 1578. Una vez que el monumento llegó a Elsinor, dos canteros locales trabajaron en su terminación y en el verano de 1580 se colocó el monumento en la capilla.

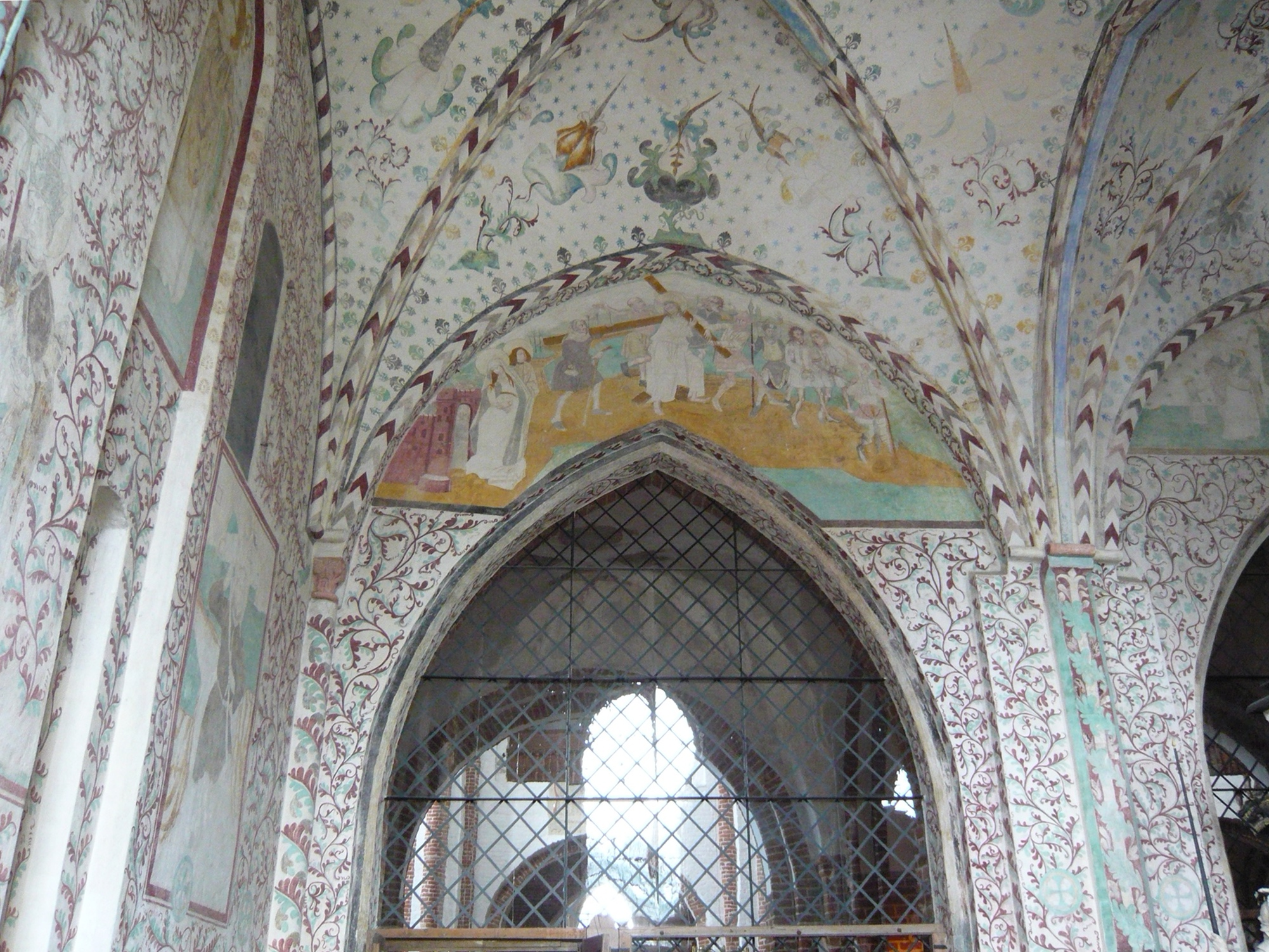
Frescos del en la capilla.

El monumento de Federico II, labrado en los mismos materiales, fue construido entre 1594 y 1598 por Geert van Egen, de Elsinor. Ambos monumentos están vacíos, puesto que los féretros se enterraron bajo el piso de la capilla. El rey Juan también iba a ser enterrado en la capilla, pero en sus últimos años de vida tanto él como su esposa disfrutaron tanto vivir en el castillo de Næstbyhoved, cerca de Odense, que expresaron su deseo de ser sepultados en la iglesia franciscana de esa ciudad.
La bóveda y los muros tienen una rica decoración con frescos que datan de la década de 1460. Estuvieron durante mucho tiempo encalados, pero fueron redescubiertos en 1826. El escudo de armas del rey Cristián I y su esposa decoran el muro este de la capilla.
El nivel superior se utiliza actualmente como un museo de la catedral que exhibe varios artefactos y conduce al visitante a través de la historia del templo.

### Capilla de Cristián IV

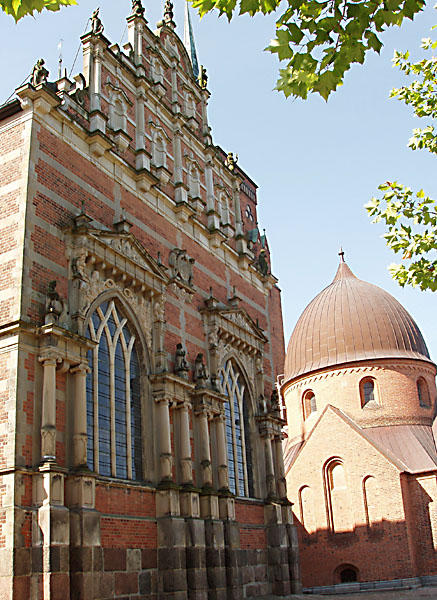
Exterior de la capilla de Cristián IV.

Su construcción fue ordenada por el mismo Cristián IV en 1613 después de la muerte de su primera esposa Ana Catalina de Brandeburgo el año anterior. En esa época, el espacio para tumbas dentro de la catedral era cada vez más insuficiente. La capilla fue construida en estilo renacentista holandés. Las obras del exterior las inició Lorenz van Steenwinckel en 1614 y las terminó en 1641 el hermano de este, Hans van Steenwinckel el Joven. El exterior se construyó en ladrillo rojo con un gablete escalonado en el norte. Sobre cada escalón del gablete hay una escultura que representa las virtudes cristianas. Junto a las ventanas del gablete hay cuatro putti, cada uno de los cuales sostiene un símbolo de la muerte: una calavera, una guadaña, una antorcha que apunta hacia abajo y un reloj de arena. En el centro del gablete se encuentra el escudo del rey.

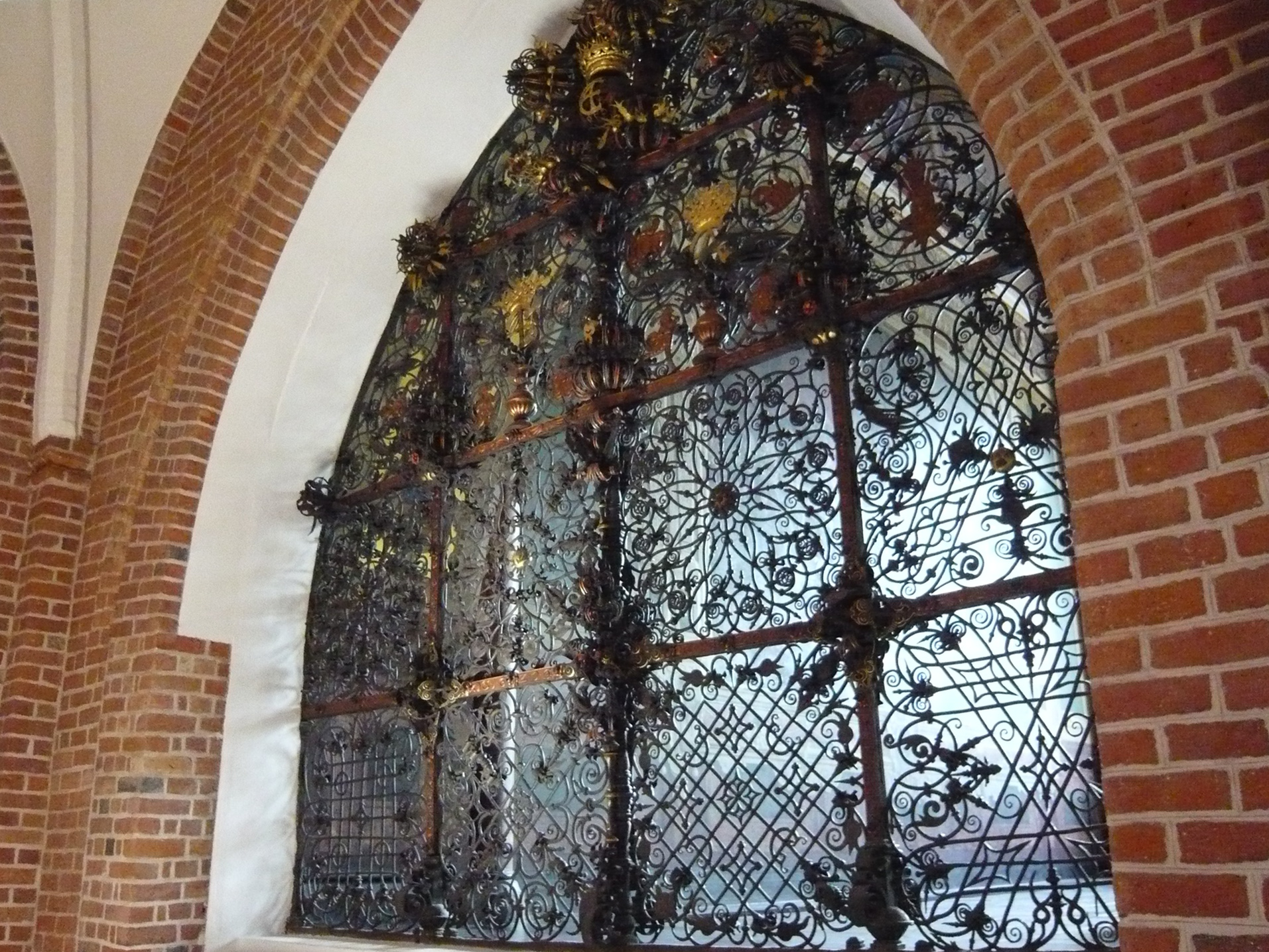
Aspecto del enrejado de Caspar Fincke.

La reja de hierro que separa la capilla de la nave fue forjada por Caspar Fincke en 1619 y tiene una leyenda en alemán de su creador: Caspar Fincke bin ich benant Dieser arbeit bin ich bekant ("Caspar Fincke me llamo, por esta obra soy famoso").
A la muerte de Cristián IV aún no se terminaba el interior, por lo que su féretro fue colocado temporalmente en la cripta inferior. El rey había encargado la elaboración de su propio monumento, que representaba a él y a la reina arrodillados ante un crucifijo. Como el monumento había sido terminado antes de la muerte del rey, fue almacenado temporalmente en el arsenal real de Copenhague. Cuando el arsenal se incendió en 1647, todo lo que quedó del monumento fue el gran crucifijo de arenisca y una cabeza de alabastro. El crucifijo fue donado a la iglesia de Holmen y la cabeza al Museo Nacional de Dinamarca. Los sucesores de Cristián IV no se interesaron en dar un lugar digno de descanso a los restos del rey sino hasta que Cristián VIII ordenó el inicio de un nuevo monumento en 1840. Se esperaba que el proyecto estuviera listo en 1848, en el 200 aniversario de la muerte de Cristián IV, pero no terminaría sino hasta 1870.

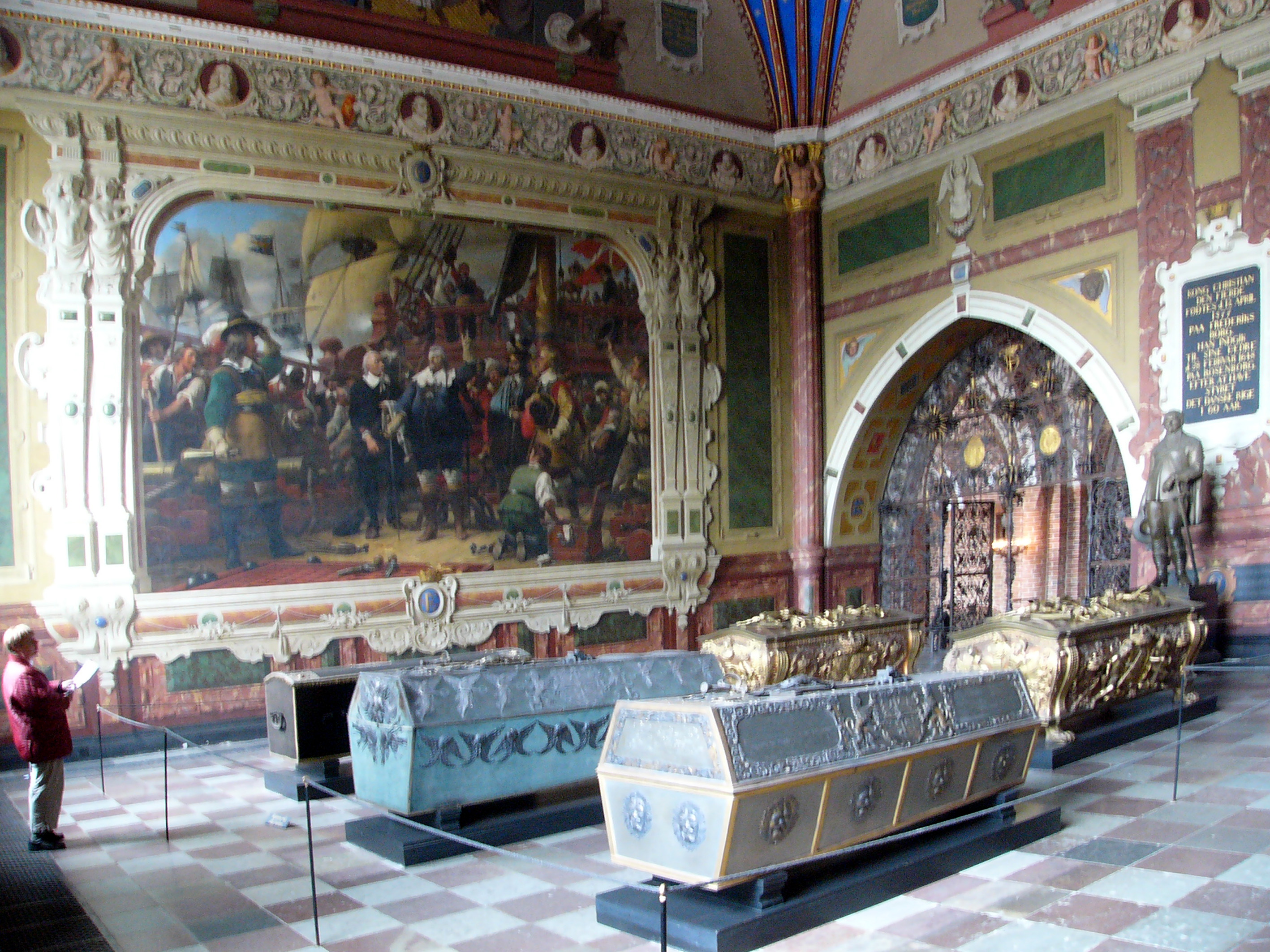
Interior de la capilla. Se aprecia el cuadro Cristián IV a bordo del Trinidad, obra de Marstrand, y la estatua del monarca, obra de Thorvaldsen.

Las obras en el interior iniciaron en 1840 cuando Cristián VIII ordenó una estatua de Cristián IV al renombrado escultor Bertel Thorvaldsen. Esta estatua sería parte del monumento, el cual sería un diseño del arquitecto G. F. Hetsch, pero aún estaba por decidirse quién sería el encargado de las decoraciones. En 1545 una comisión otorgó la tarea a Heinrich Eddelien, pero las obras progresaron lentamente, quizás debido a la injerencia tan intensa del impopular Cristián VIII y a las críticas de las propuestas. Cristián VIII falleció en 1848 y el proyecto perdió a su principal impulsor, ya que el nuevo rey, Federico VII, no se interesaba lo suficiente en ver el proyecto terminado. A la muerte de Eddelien en 1852, solo se habían finalizado las obras en la bóveda estrellada y los motivos alegóricos debajo de esta y toda la obra se detuvo por completo.
En 1856 Georg Hilker agregó un friso debajo de la bóveda, que serviría como un separador entre el techo y las decoraciones de los muros. En 1860 el ministro de finanzas C. E. Fenger encargó las obras a Wilhelm Marstrand y Heinrich Hansen. La comisión original se inconformó de que el ministro actuara a sus espaldas, pero los tiempos habían cambiado desde que la comisión se había creado y con el Partido Liberal Nacional en el poder hubo un aumento del nacionalismo. Fenger, miembro de ese partido, consideraba que la terminación de la capilla, que él mismo veía como una reliquia nacional, fortalecería el sentimiento nacional en el conflicto que había con Prusia.
Marstrand y Hansen entregaron sus propuestas de decoración en 1861 después de decidir que Marstrand pintaría las escenas y Hansen los marcos. Ese año ambos artistas viajaron a Francia para estudiar óleo sobre yeso. Después, Marstrand pasó los veranos entre 1864 y 1866 en Roskilde, pintando un muro al año. Cuando Marstrand terminó, se colocaron los cinco féretros de la capilla en sus posiciones actuales.

### Capilla de Federico V

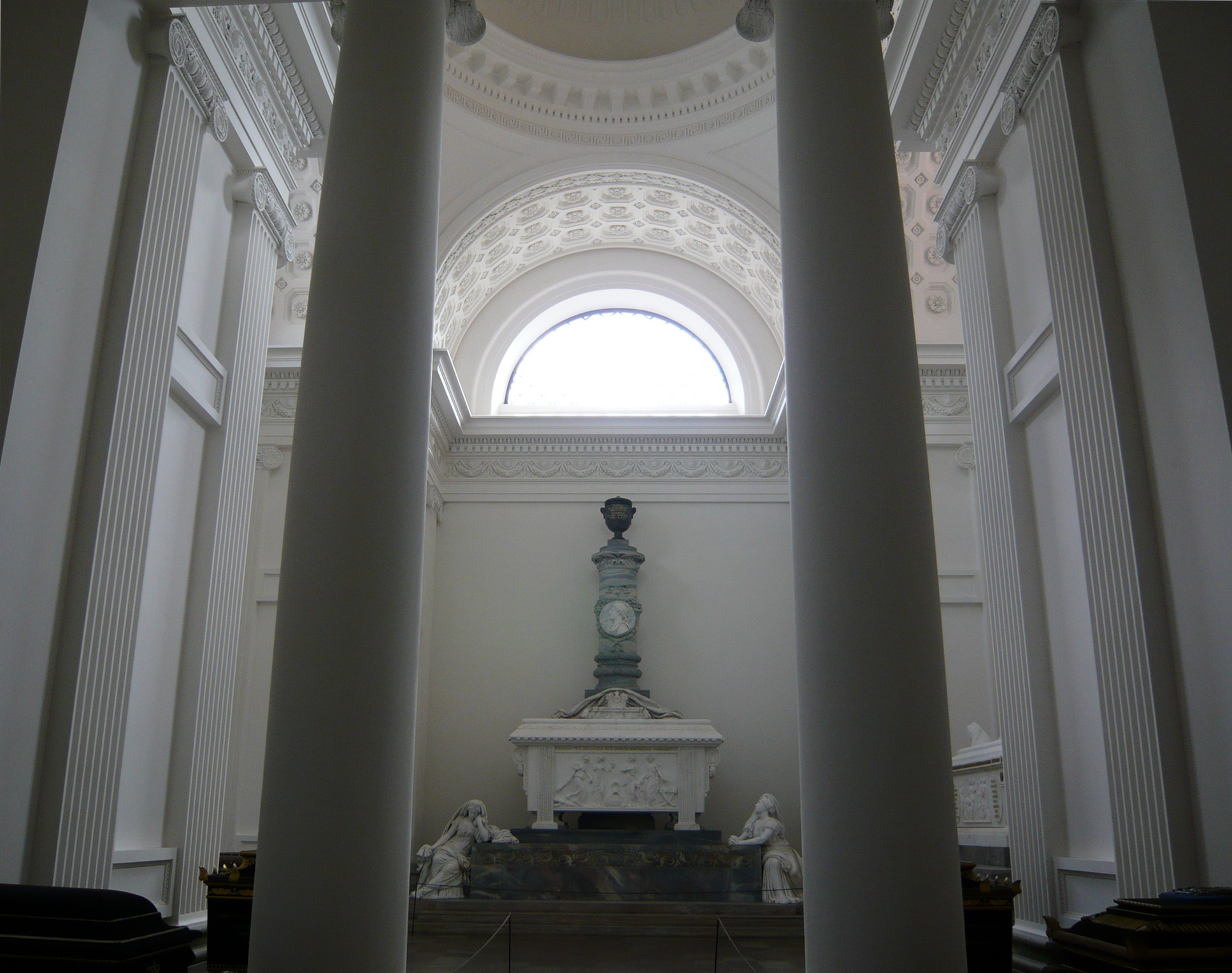
Interior de la capilla de Federico V, con el sarcófago del monarca al centro de la imagen.

Su construcción se extendió por 51 años (1774-1825) e implicó la destrucción de una capilla más antigua, la capilla de Nuestra Señora.
La construcción inició en 1774 con C. F. Harsdorff, quien posiblemente utilizó antiguos esbozos de sus viajes a Roma entre 1762 y 1764. Debido a la falta de fondos, las obras se suspendieron en 1779, las continuó en 1820 C. F. Hansen, discípulo de Harsdorff, y terminaron en 1825. La capilla consiste en un vestíbulo con dos cámaras adyacentes, comúnmente conocido como capilla de Cristián VI, y un salón cruciforme con cúpula llamado capilla de Federico V. Mientras que el interior tiene muros neoclásicos encalados, el exterior es de ladrillo rojo al igual que el resto de la catedral.
Cuando se inauguró la capilla en septiembre de 1825, los féretros que se habían almacenado temporalmente en la capilla de Cristián IV fueron movidos a la nueva capilla y a medida que fallecían más miembros de la familia real, sus tumbas se colocaron allí. Esto ocasionó que la capilla, originalmente concebida para albergar cinco sarcófagos de mármol, en 1912 albergara 17 féretros. Sin embargo, la construcción de la capilla de Cristián IX, la remoción de algunos féretros a las criptas y un reacomodo de los restantes llevó a la situación actual de 12 féretros y sarcófagos. Hubo algunas confusiones con los restos, por lo que algunos féretros no están ordenados en pares como correspondió a las relaciones que tuvieron los miembros de la realeza en vida.
La capilla contiene grandes sarcófagos de mármol, féretros más sencillos con cubierta de terciopelo y en el caso de Federico VII, un féretro de madera.

### Capilla de Cristián IX

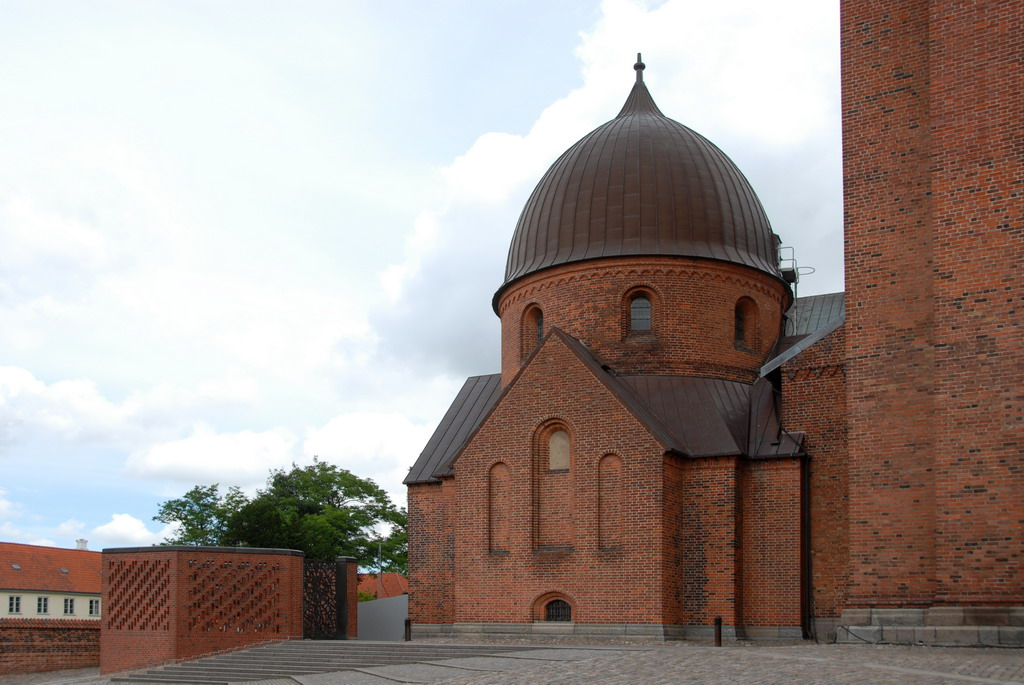
Exterior de la capilla de Cristián IX.

Cuando se revisó la Constitución Danesa en 1915, el Folketing (parlamento) decidió honrar a la familia real cumpliendo el deseo de Cristián IX de construir una nueva capilla en la catedral. Esta capilla estaría dedicada a la Casa de Glücksburg, cuyo primer monarca era el mismo Cristián IX. La capilla fue diseñada por el arquitecto Andreas Clemmensen.
La construcción se inició en 1919 y terminó en 1924. La capilla es de estilo neobizantino con cierta inspiración romana. Fue construida como una extensión del porche del noroeste, que dejó de existir como edificio independiente. Tiene planta en forma de cruz, muros grises y techo abovedado. Al ser terminada, hubo un debate en la prensa escrita, en el que algunos consideraban que la capilla se apartaba por completo del estilo predominante en la catedral.
En el brazo norte se encuentra el sarcófago doble de Cristián IX y Luisa de Hesse-Kassel. Fue diseñado por Hack Kampmann y originalmente estuvo en el brazo este de la capilla de Federico V. Alrededor del sarcófago hay tres estatuas de figuras femeninas diseñadas por Edvard Eriksen: Duelo, Memoria y Amor, talladas en mármol blanco de Carrara. Duelo conserva un notable parecido con la famosa Sirenita de Copenhague, ya que la esposa de Eriksen sirvió de modelo para ambas esculturas. En el brazo oeste se encuentra el sarcófago doble de Federico VIII y Luisa de Suecia, un diseño de Einar Utzon-Frank. El brazo este contiene los féretros de mármol noruego de Cristián X y la reina Alejandrina. Los féretros, un diseño de Kaare y Naur Klint, tienen una Dannebrog estilizada que cubre la tapa y los costados.
Después de la muerte de la emperatriz viuda María Fiódorovna de Rusia (Dagmar de Dinamarca) en 1928, su féretro estuvo en una ceremonia en la iglesia de Alejandro Nevsky de Copenhague y en una ceremonia ortodoxa rusa en Roskilde pera después ser colocado en la capilla de Cristián IX. En 1957 su féretro fue trasladado a la cripta debajo de la capilla, donde permaneció hasta 2006, cuando fue enviado a Rusia. De acuerdo al deseo de la emperatriz, sus restos se sepultaron junto a los de su marido Alejandro III en la catedral de San Pedro y San Pablo de San Petersburgo.
Tras la muerte de Federico IX en 1972, su féretro se colocó en la capilla, donde estuvo cubierto por su estandarte real y escoltado por tres leones de plata de las regalías de la Corona danesa y un par de candelabros en forma de anclas. Después de que el féretro se sepultó en 1985, los candelabros permanecen en la capilla.

### Capilla de San Andrés y Capilla de Santa Brígida
Estas dos capillas, en el costado norte, son remanentes de las muchas capillas medievales que tenía la catedral originalmente. La capilla de San Andrés se construyó en 1396 y la de Santa Brígida en 1485.
La capilla de San Andrés fue redecorada por completo en 2010 por el artista Peter Brandes, quien creó un nuevo retablo y el enrejado que separa la capilla de la nave. La intención es que en el futuro la capilla brinde un ambiente más privado para algunas ceremonias como bodas o bautismos. La capilla cuenta con su propio órgano.
Desde la reforma, la capilla de Santa Brígida se ha utilizado para almacenar algunas piezas de la época católica innecesarias en el luteranismo. Ahí se encuentran la silla de celebrante del obispo Lave Urne (ca. 1520), una cajonera capitular de 1473 y una silla de chantre. También cuenta con la tumba más antigua de la catedral, que data de ca. 1250.
La reina Margarita II ha elegido la capilla de Santa Brígida como sitio de su futura tumba y del príncipe consorte Enrique. Su sarcófago doble es una obra de Bjørn Nørgaard, elaborado en vidrio decorado con bronce dorado; descansa sobre tres pilares de granito danés, basalto feroés y mármol groenlandés, con tres elefantes de plata y una base de arenisca.

### Capillas de las torres

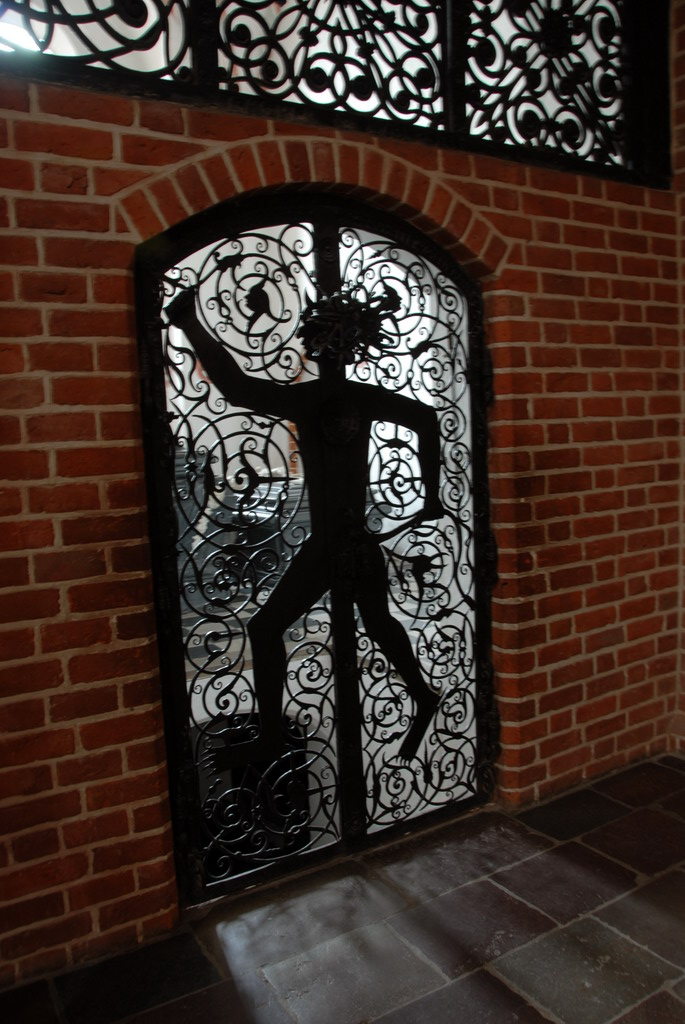
Un trol en la capilla de la torre norte.

En la parte inferior de cada torre hay una pequeña capilla. La de la torre sur, la más antigua, es la capilla de los Krag, pero fue llamada originalmente capilla de Belén. Fue fundada por Margarita I en 1411 y serviría de tumba para Abraham Brodersøn, hombre cercano a la reina. Posteriormente sería la capilla funeraria de la familia Krabbe y actualmente de la familia Krag. En la catedral permanecen el epitafio y la placa memorial de Otto Krabbe, después de que los restos de él y su familia fueran transferidos a la iglesia de Nuestra Señora de Roskilde.
Adyacente a la anterior, junto a la entrada principal, hubo otra pequeña capilla del siglo XV, la capilla de los 10 000 caballeros. Esta fue destinada para sepulcro de la familia Hahn. La capilla fue desmantelada y al igual que sucedió con los restos de los Krabbe, los féretros de los Hahn fueron llevados a la iglesia de Nuestra Señora. Una armadura perteneciente a Vincentz Hahn cuelga de la pared y es todo lo recuerda a la antigua capilla.
La capilla de la torre norte es llamada capilla de los Trolle. Fue fundada en el siglo XVII por Cristián IV para servir de tumba a la familia del mismo nombre. Posteriormente fue comprada por Cristián VI como capilla funeraria de su madrastra la reina Ana Sofía Reventlow y los descendientes de esta.
El enrejado de ambas capillas de las torres es obra de Caspar Lubbeke y data de mediados del siglo XVII. La reja de la capilla de los Trolle tiene la imagen de un trol, símbolo de la familia.

### Sepulcro de Federico IX

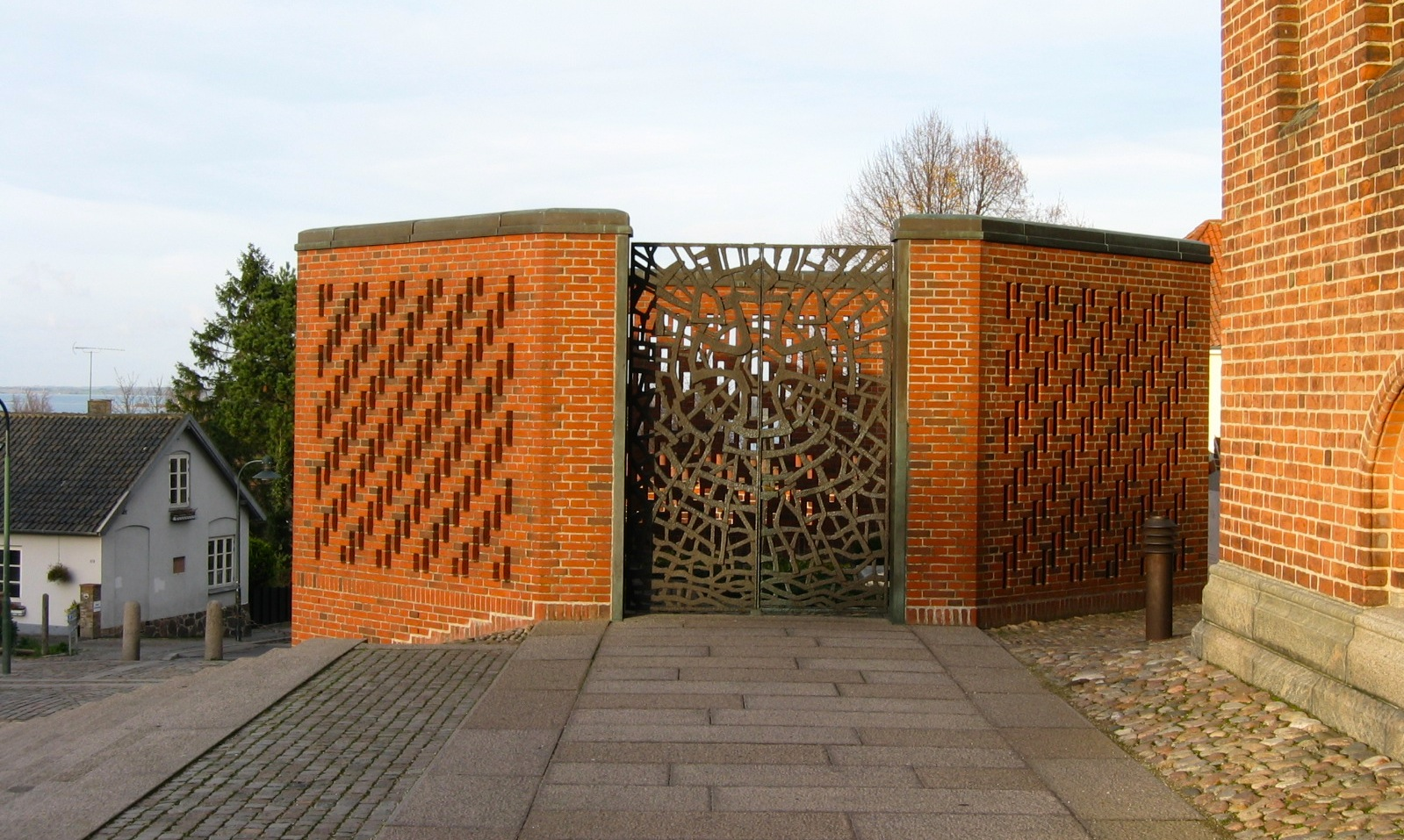
Sepulcro de Federico IX.

Se abrió el 23 de septiembre de 1985 y es la primera tumba fuera de la catedral. Hubo dos razones para su construcción: Federico IX deseaba ser enterrado fuera de la catedral y con vista al fiordo de Roskilde, y no había espacio en la capilla de Cristián IX. Con la muerte del rey en enero de 1972 se abrió un debate sobre si su deseo podía cumplirse. En mayo del mismo año se celebró una reunión en la que participaron el gobierno municipal, el consejo parroquial, el Museo Nacional de Dinamarca y una fundación para la cultura de la construcción y el paisaje. En 1974 se presentó un documento que aceptaba la construcción y detallaba cómo debía preservarse el área y construirse el sepulcro. Hubo cierta oposición entre miembros del consejo parroquial, quienes insistieron en que debía de respetarse la tradición de enterrar a los monarcas dentro de la catedral. El plano quedó terminado en 1982 y pudieron iniciar las obras.
El sepulcro fue diseñado por el arquitecto Vilhelm Wohlert en colaboración con Inger y Johannes Exter y consiste en un octógono de ladrillos, simple, descubierto y con una puerta de bronce diseñada por Sven Havsteen-Mikkelsen. La lápida de granito groenlandés es una obra del escultor Erik Heide. La tumba se selló permanentemente hasta el entierro de la reina Íngrid en 2000. Por deseo de la reina, el piso del sepulcro está sembrado con vides y plantas silvestres de distintas partes del país.

## Personas reales enterradas en la catedral de Roskilde
Reyes de Dinamarca y Noruega
- Harald I "Diente Azul" († 987; la tumba no se ha preservado)
- Svend I de Dinamarca "Barba de Horquilla" († 1014; la tumba no se ha preservado)
- Svend II de Dinamarca († 1074), solo rey de Dinamarca.

Reyes de Dinamarca, Noruega y Suecia
- en el coro:
- Margarita I, reina de Dinamarca (1387-1412) y reina de Noruega y Suecia, esposa de Haakon VI, rey de Noruega
- el príncipe Cristóbal († 1363)
- Cristóbal III de Baviera († 1448; la tumba no se ha preservado)

- en la Capilla de Cristián I:
- Cristián I (1426-1481), rey de Dinamarca (1448-1481), Noruega y Suecia, primer rey de la dinastía de Oldemburgo, y su esposa Dorotea de Brandeburgo (1430-1495)

Reyes de Dinamarca y Noruega
- en la Capilla de Cristián I:
- Cristián III (1503-1559), rey de Dinamarca, y su esposa Dorotea de Sajonia-Lauenburgo (1511-1571)
- Federico II (1534-1588) y su tercera esposa Sofía de Mecklemburgo-Güstrow (1557-1631)

- en la Capilla de Cristián IV:
- Cristián IV (1577-1648) y su esposa Ana Catalina de Brandeburgo (1575-1612), y su hijo Cristián (1603-1647)
- Federico III (1609-1670) y su esposa Sofía Amelia de Brunswick-Luneburgo (1628-1685)

- en el Højkoret:
- Cristián V (1646-1699) y su esposa Carlota Amalia de Hesse-Kassel (1650-1714)
- Federico IV (1671-1730) y su primera esposa Luisa de Mecklemburgo-Güstrow (1667-1721)

- en la capilla de la torre norte:
- Ana Sofía (1693-1743), tercera esposa de Federico IV, y tres hijos pequeños
- Cristián VI (1699-1746) y su esposa Sofía Magdalena de Brandeburgo-Kulmbach (1700-1770)

- en la Capilla de Federico V:
- Federico V (1723-1766) y sus esposas Luisa de Hannover (1724-1751) y Juliana María de Brunswick-Wolfenbüttel (1729-1796)
- Cristián VII (1749-1808)
- Federico VI (1768-1839) y su mujer María Sofía de Hesse-Kassel (1767-1852)

Reyes de Dinamarca
- en la Capilla de Federico V:
- Cristián VIII (1786-1848) y su segunda esposa Carolina Amalia de Schleswig-Holstein (1796-1881)
- Luisa Carlota de Dinamarca (1789-1864), esposa de Guillermo de Hesse-Kassel (1787-1867) y nieta de Federico V
- Federico VII (1808-1863)

- en la Capilla de Cristián IX:
- Cristián IX (1818-1906) y su esposa Luisa de Hesse-Kassel (1817-1898)
- Federico VIII (1843-1912) y su esposa Luisa Bernadotte, princesa de Suecia y Noruega (1851-1926)
- Cristián X (1870-1947) y su esposa Alejandrina de Mecklemburgo-Schwerin (1879-1952)

- en la cripta:
- el príncipe Juan (1825-1911)
- María de Borbón-Orleans (1865-1909) y su esposo Valdemar (1858-1939), hijo de Cristián IX; los hijos de ambos: Erik (1890-1950) y Viggo (1893-1970), y la esposa de este, Eleanor Margaret Green (1895-1966)
- Guillermo (1816-1893), príncipe
- Margarita (1895-1992), hija de Valdemar y esposa de Renato de Borbón-Parma
- Cristián (1932-1997), hijo de Erik
- Dagmar de Dinamarca, ( su féretro fue trasladado a San Petersburgo ( Rusia) en 2006

- en el mausoleo, fuera de la iglesia:
- Federico IX (1899-1972) e Ingrid Bernadotte, princesa de Suecia (1910-2000)